# 聖馬努埃爾 (科爾特斯省)
聖馬努埃爾（西班牙語：San Manuel），是洪都拉斯的城鎮，位於該國西北部，由科爾特斯省負責管轄，始建於1859年，面積141.38平方公里，海拔高度33米，2001年人口30,740，人口密度每平方公里217.43人。
15°20′0″N 87°55′0″W / 15.33333°N 87.91667°W